# Президентские выборы в Чили (1886)
Президентские выборы в Чили проходили 15 июня 1886 года по системе выборщиков. Единственным официальным кандидатом был представитель Либеральной партии Хосе Мануэль Бальмаседа, который получил подавляющее большинство голосов и стал президентом.

## Предвыборная обстановка
Хосе Мануэль Бальмаседа от Либеральной партии был единственным кандидатом на выборах. Хосе Франсиско Вергара был провозглашён кандидатом от Радикальной и Национальной партий и от либеральных диссидентов. Однако, он не смог получить поддержку Консервативной партии и в результате снял свою кандидатуру до выборов. Тем не менее, 6 выборщиков от провинции Копьяпо всё равно проголосовало за Вергара. Бальмаседа получил подавляющее большинство голосов.

## Результаты
| Кандидат                | Партия                                  | Голоса | %      |
| Хосе Мануэль Бальмаседа | Либеральная партия                      | 324    | 98,18% |
| ----------------------- | --------------------------------------- | ------ | ------ |
| Хосе Франсиско Вергара  | Радикальная партия, Национальной партия | 6      | 1,81   |
| Всего                   |                                         | 330    | 100%   |